# Кашихин, Олег Васильевич
Олег Васильевич Кашихин (23 мая 1938) — советский футболист, нападающий.
Воспитанник ленинградского футбола. В 1957 году — в составе «Зенита», в 1960 — новгородского «Ильменя». В 1961 году провёл три домашних матча за «Зенит» — дебютировал 17 июля в игре против московского «Спартака» (2:6), 27 июля в матче против ЦСКА (1:2) на 33 минуте открыл счёт, третий матч — 30 сентября против вильнюсского «Спартака» (3:0). В 1961—1963 годах играл за «Химик» Северодонецк, в 1963 — за СКА Ленинград.